# (2202) Pélé
(2202) Pélé (désignation internationale (2202) Pele) est un astéroïde Amor découvert le 7 septembre 1972 par l'astronome américain Arnold R. Klemola à l'observatoire Lick.
Son nom vient de Pélé, la déesse du feu de la mythologie hawaïenne.

## Caractéristiques
Sa distance minimale d'intersection de l'orbite terrestre est de 0,146410 ua.